# Calamus luridus
Calamus luridus är en enhjärtbladig växtart som beskrevs av Odoardo Beccari. Calamus luridus ingår i släktet Calamus och familjen Arecaceae. Inga underarter finns listade i Catalogue of Life.